# День Святого Миколая
Де́нь свято́го Микола́я — день святкування та вшанування пам'яті християнського святого Миколая Мирлікійського (Чудотворця), яке відзначається 6 грудня.  Свято припадає на період Адвенту. Це християнське свято відзначають з особливою увагою через репутацію Святого Миколая як дарувальника подарунків, а також через відвідування літургії.
В Україні, Польщі та Словаччині діти чекають, коли прийде Святий Миколай і покладе подарунок під подушку, якщо діти були чемними протягом року. Напередодні свята діти пишуть до нього листи зі своїми побажаннями та вкидають їх у поштову скриньку, або кладуть на вікно. Діти, які поводилися погано, можуть очікувати знайти під подушкою різку або шматок вугілля. Різка слугує своєрідним попередженням дитині, що час задуматися над своєю поведінкою та виправитися. Колись[коли?] у Німеччині та Польщі хлопчики традиційно одягалися єпископами і просили милостиню для бідних. У Нідерландах і Бельгії діти виставляють черевик, наповнений сіном і морквою для коня Святого Миколая. У День Святого Миколая подарунки позначаються особистими жартівливими віршами, написаними відправником. У Сполучених Штатах один звичай, пов’язаний з Днем Святого Миколая, полягає в тому, що напередодні Святого Миколая діти залишають свої черевики у фоє в надії, що Святий Миколай покладе монети на підошви.
Американський Санта-Клаус, як і британський Батько Різдва, походять від Святого Миколая. Слово «Санта-Клаус» частково походить від нідерландського «Sinterklaas», імені святого Миколая Чудотворця. В Америці дарування подарунків, пов’язане з Різдвом, а не з самим Днем Святого Миколая.

## Миколай Мирлікійський

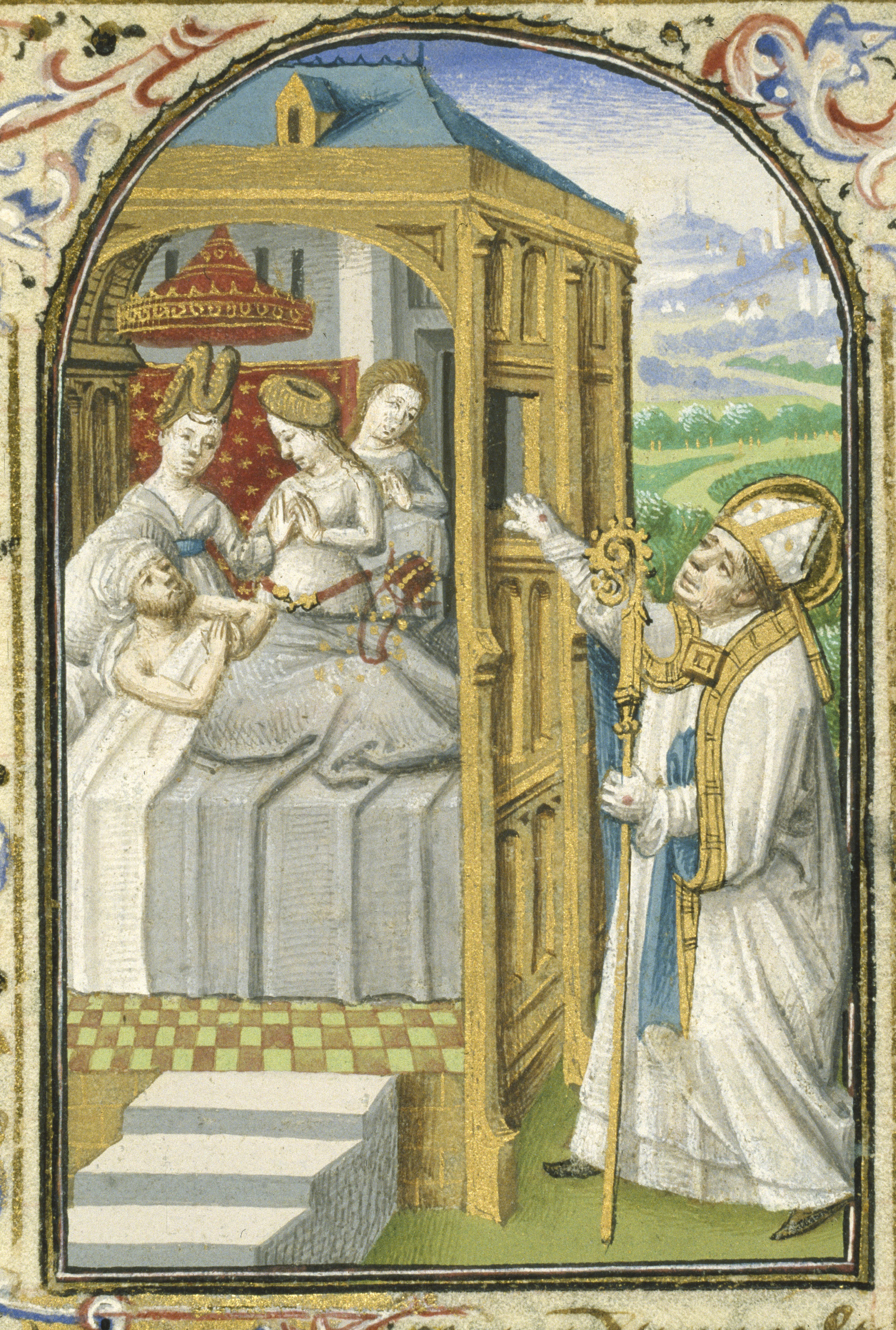
Зображення святителя Миколая, єпископа Мирлікійського, який дає придане трьом бідним дівчатам

Миколай Чудотворець, за християнським переказом, народився в Патарі в Малій Азії. Був відомий своєю щедрістю через християнську легенду, у якій він дав бідному батькові гроші, щоб запобігти вивезенню його дочок у рабство, де вони б стали повіями, оскільки батько не мав коштів на придане своїх дочок. Миколай, у той час ще не єпископ, дізнавшись про це, вирішує скористатись батьківським спадком, щоб зарадити біді. Протягом трьох ночей він пробирався до убогої хатини та щоразу закидав крізь вікно в кімнату, де ночували сестри, шмат золота — на придане для кожної з дочок. Крім того, святий Миколай бажав, щоб ті три дочки не знали, хто їм закидав це золото.
Миколай Мирлікійський помер 6 грудня 346 року, що дало початок теперішньому святу Святого Миколая. Святий був похований у церкві Святого Миколая в Демре, але в 1087 році італійські солдати перенесли його останки до Італії, де вони були перепоховані в південноіталійському місті Барі в базиліці Сан-Нікола, де і зберігаються донині. Кажуть, що могила святого Миколая виділяє миро, яке протягом століть привертало увагу християнських паломників, які приносили миро додому в маленьких пляшечках, щоб використовувати його під час молитви.
Микола Мирлікійський є покровителем дітей, моряків, тих, хто має матеріальні труднощі, постраждалих від пожежі.
У XI столітті християнські черниці в Бельгії та Франції започаткували практику дарувати бідним подарунки в ім’я Святого Миколая. Цей звичай поширився в Німеччині та Голландії, поширюючи свято Святого Миколая та пов’язані з ним звичаї.

## Традиції за державами

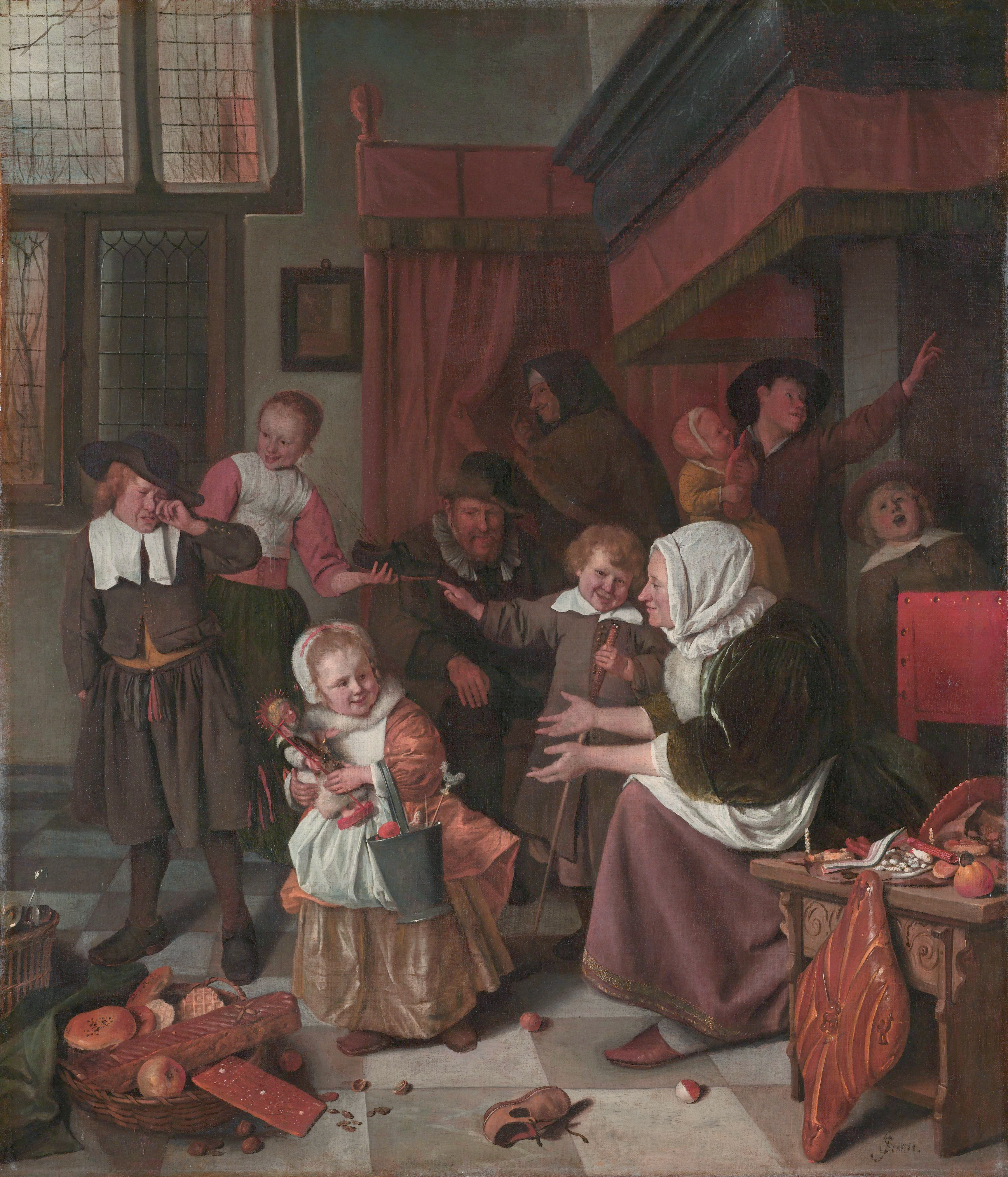
«Свято святого Миколая». Картина голландського художника Яна Стена. Поміж 1665—1668 роками

Ймовірно традиція дарування подарунків на День Святого Миколая пішла з середньовічної Німеччини, де напередодні свята батьки презентували дітям новий зимовий одяг. З часом це почали робити таємно, вночі, щоб діти вірили в чудеса святого. Згодом почали також дарувати ласощі: горіхи, сухофрукти та особливі солодкі хлібці з сушеними грушами; шкільне приладдя, іграшки, які клали в нові чи начищені та відремонтовані старі черевики, які ставили поблизу камінів, чи в панчохи, які вішали на каміни. Діти вірили, що святий саме через камін закидає в дім подарунки. Неслухняним дітям клали в'язку різок. Вважалося, що імена тих, хто гідний чи не гідний подарунка, записувалися в Золотій книзі, якою володів святий Миколай. Діти також часто вірили, що Миколай приходить з осликом, який допомагає йому. Тому вони клали поруч зі своїм взуттям моркву для нього. Вважалося, що віслюк веде свій рід від осла, на якому Ісус Христос святково в'їжджав у Єрусалим напередодні Розп'яття.
Із Німеччини звичай поширився на сусідні країни — Австрію, Нідерланди, Чехію, Словаччину, Польщу, звідки він, ймовірно, перейшов на українські землі. Це підтверджується тим, що в Україні звичай класти дітям подарунки під подушку зберігся передовсім на Правобережній Україні, яка свого часу перебувала під Річчю Посполитою.
Із приходом на більшу частину українських земель радянської влади святий Миколай, як і решта релігійних символів, був витіснений. На заході України натомість традиція збереглася, адже ці землі належали СРСР значно менший проміжок часу, за який встигла відбутися лише одна зміна поколінь, чого недостатньо для переривання традиції.

### Європа

#### Балкани

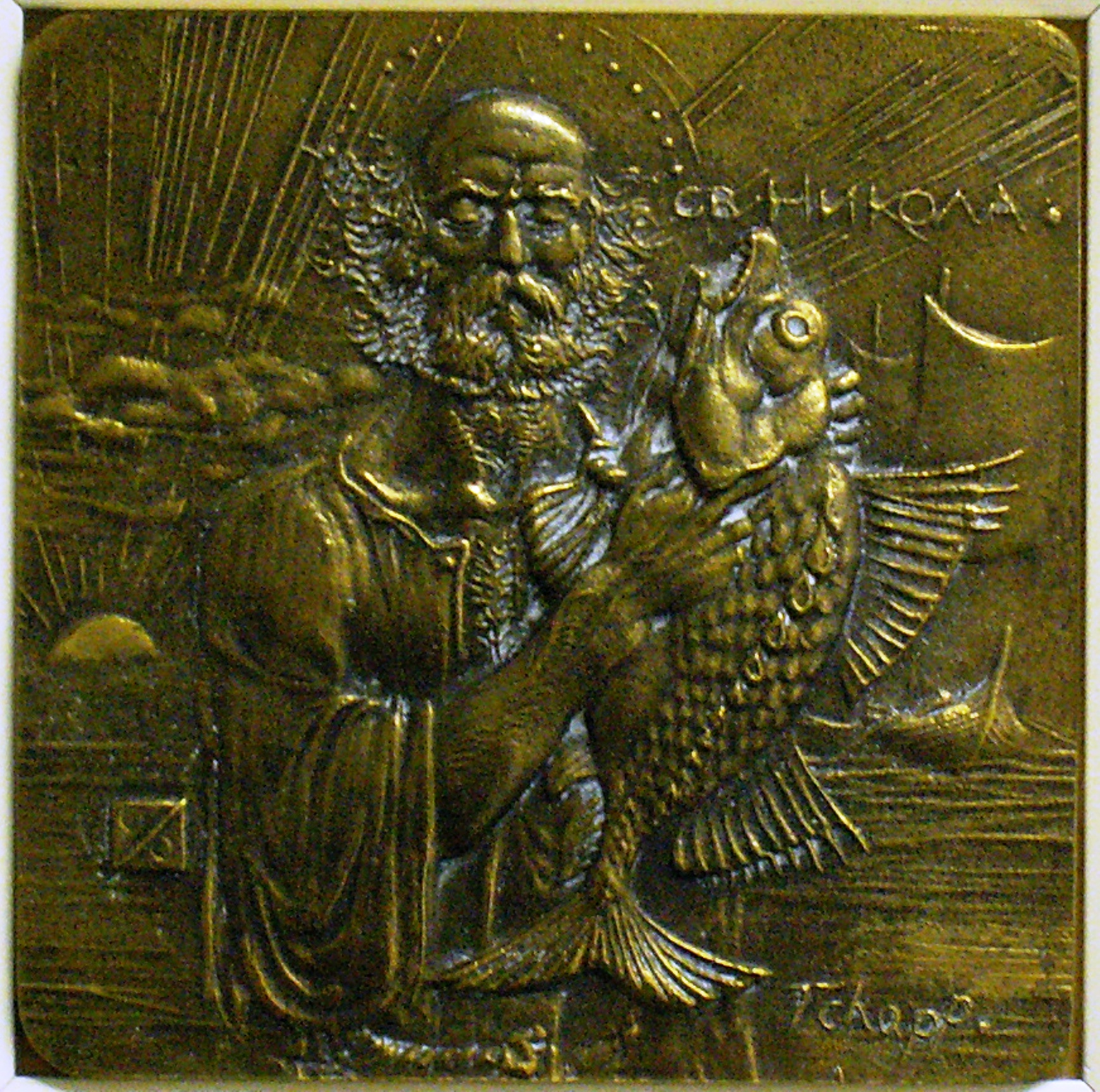
Сучасна металева ікона Святого Миколая роботи болгарського художника Георгія Чапа Чапканова. Будинок Гілберта, Стенлі, Фолклендські острови.

Серед албанців-християн святий Миколай відомий як Шен'Коллє (Shen'Kollë) і вшановується більшістю християнських сімей. Свято Святого Миколая відзначається ввечері напередодні 6 грудня, відоме як Shen'Kolli i Dimnit (Святий Миколай Зимовий), а також у день спомину поховання його мощів у Барі, вечір перед 9 травня, відомий як Shen'Kolli i Majit (Святий Миколай Травневий). Албанські католики часто клянуться святим Миколаєм, кажучи "Паша Шейнті Шен'Коллін!" («Хай я побачу Святого Святого Миколая!»), що вказує на важливість цього святого в албанській культурі, особливо серед албанців Малесії. Напередодні його свята албанці запалять свічку і утримаються від м'яса, приготувавши частування зі смаженої баранини і свинини, яке подають гостям після півночі. Гості вітатимуть один одного, кажучи: "Nata e Shen'Kollit ju nihmoftë!" («Нехай ніч Святого Миколая тобі допоможе!») та інші подібні благословення. Кістки найбільшого героя Албанії Георгія Кастріоті були також поховані в церкві Святого Миколая в Лезі, Албанія, після його смерті.
У Греції святий Миколай не має особливої асоціації з даруванням подарунків, оскільки ця традиція перейшла до святого Василя Кесарійського, який відзначається 1 січня на Новий рік (див. також Василопіта). Святий Миколай є захисником моряків, він вважається покровителем грецького флоту, військових і купців, і його день відзначається святами на всіх кораблях і човнах, на морі і в порту. Воно також пов'язане з попередніми святами Св. Варвари (4 грудня), Св. Сави (5 грудня) і наступним святом Св. Анни (9 грудня); усі вони часто називаються «Ніколобарбара», і вважаються послідовними днями, які віщують настання справді зимової холодної погоди в країні. Тому, за традицією, до Андрія (30 листопада), за тиждень до Ніколобарбари, оселі повинні були бути застелені килимами, прибраними на теплу пору року.
У Сербії та серед сербів, що живуть у всьому світі, Святий Миколай є найбільш широко відзначаним святим покровителем родини, який відзначається як свято (Слава) Нікольдан. Оскільки Миколай день завжди припадає на піст перед Різдвом Христовим, його відзначають згідно з православними правилами посту. У цьому контексті піст означає дотримання обмеженої дієти з релігійних міркувань. Це передбачає повну відмову від продуктів тваринного походження (м’ясо, молоко, молочні продукти та яйця). Рибу можна їсти в певні дні.
У Болгарії День Святого Миколая відзначається 6 грудня як Нікулден. Сім’ї запрошують родичів, кумів і сусідів на страву з риби (зазвичай рібнік, коропа, замотаного в тісто) і два короваї обрядового хліба, все це освячується в церкві або вдома. Ґазда кадить стіл пахощами, потім піднімає і ламає хліб. Болгари також святкують 6 грудня іменини для тих, хто має імена Нікола, Ніколай, Кольо, Ніколіна, Нено, Ненка, Ніколета та Ніна.

#### Бенілюкс

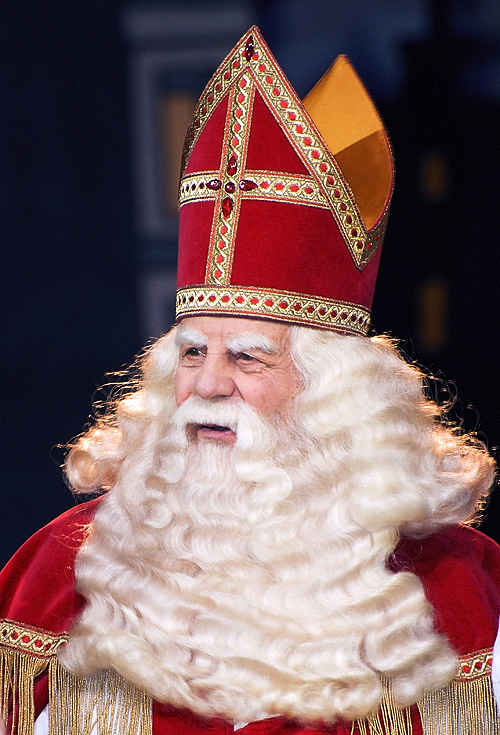
Сінтерклаас у Нідерландах у 2007 році.

У Нідерландах головним приводом для дарування подарунків є 5 грудня, коли відзначається його свято. У Бельгії святкують Сінтерклаасфіст (нідерландськомовні) або ла Сайнт-Ніколас (франкомовні) вранці 6 грудня.
У дні до 5 або 6 грудня (починаючи з того часу, коли Святий Миколай прибув на пароплаві приблизно в середині листопада), маленькі діти ставлять свої черевики перед димарями та співають пісні про Сінтерклааса. Часто в черевики кладуть морквину або трохи сіна, як подарунок для коня Святого Миколая. В останні роки коня назвали Шіммель або Амеріго в Нідерландах і Slecht Weer Vandaag (сьогодні погана погода) у Фландрії. Наступного ранку вони знаходять у своїх черевиках невеликий подарунок, починаючи від цукерок і закінчуючи кульками чи іншою маленькою іграшкою. Увечері 5 грудня Сінтерклаас (часто батьки або близькі родичі) приносять подарунки дітям, які поводилися добре (чи ні; вони часто теж отримують подарунки) минулого року. На практиці, як і у Санта-Клауса, подарунки отримують усі діти без різниці. Це часто робиться шляхом розміщення мішка, наповненого подарунками, поза домом або вітальні, після чого сусід або батько стукає у двері чи вікно, прикидаючись помічником Сінтерклааса. Інший варіант – найняти або попросити когось переодягнутися Сінтерклаасом і особисто доставити подарунки. Сінтерклаас носить єпископські мантії, включаючи червону накидку та митру, і йому допомагають багато пустотливих помічників, які називаються Чорні Піти (Zwarte Pieten) або Пер Фуеттар у франкомовній частині Бельгії, з чорними обличчями та колоритним мавром, що датується двома століттями. У минулому розповідали, що Чорні Піти забрав усіх неслухняних дітей, поклав їх у мішки, а Сінтерклаас забрав їх із собою до Іспанії (вважається, що Сінтерклаас походить з Іспанії, куди він повертається після 5 грудня), щоб лякати дітей. Тому в багатьох піснях про Сінтерклааса все ще є натяки на Чорного Піта, який спостерігає за дітьми і Сінтерклааса, який засуджує дітей.
Суринам, колишня колонія Нідерландів, адаптував нідерландську традицію Сінтерклааса і Чорного Піта.
Останнім часом постійно точиться дискусія про те, що Zwarte Piet вважається політично некоректним. Зокрема, афро-нідерландців почуватися ображеними через історію рабства в Нідерландах, пов’язану з цією емблемою, і вважати зображення Чорного Піта расистським. Інші стверджують, що чорний колір шкіри Чорного Піта походить від його професії сажотруса, тому доставка пакунків через димохід.
Останніми роками Різдво разом із Санта-Клаусом поширювалось власниками магазинів як ще одне свято дарування подарунків, яке мало успіх; хоча, особливо для маленьких дітей, вечір Святого Миколая все-таки набагато важливіший аніж Різдво Христове. Поява Санта-Клауса (відомого нідерландською як де Керстман) часто називають прикладом глобалізації та американізації.
На Фризьких островах (Waddeneilanden) свято Сінтерклаас розвинулося незалежно в традиції, які сильно відрізняються від традицій на материку.
У Люксембурзі Клішена (Kleeschen) супроводжують Домовик (Houseker) і страхітливий помічник у коричневому чернечому одязі.

#### Східно-Центральна Європа та Східна Європа

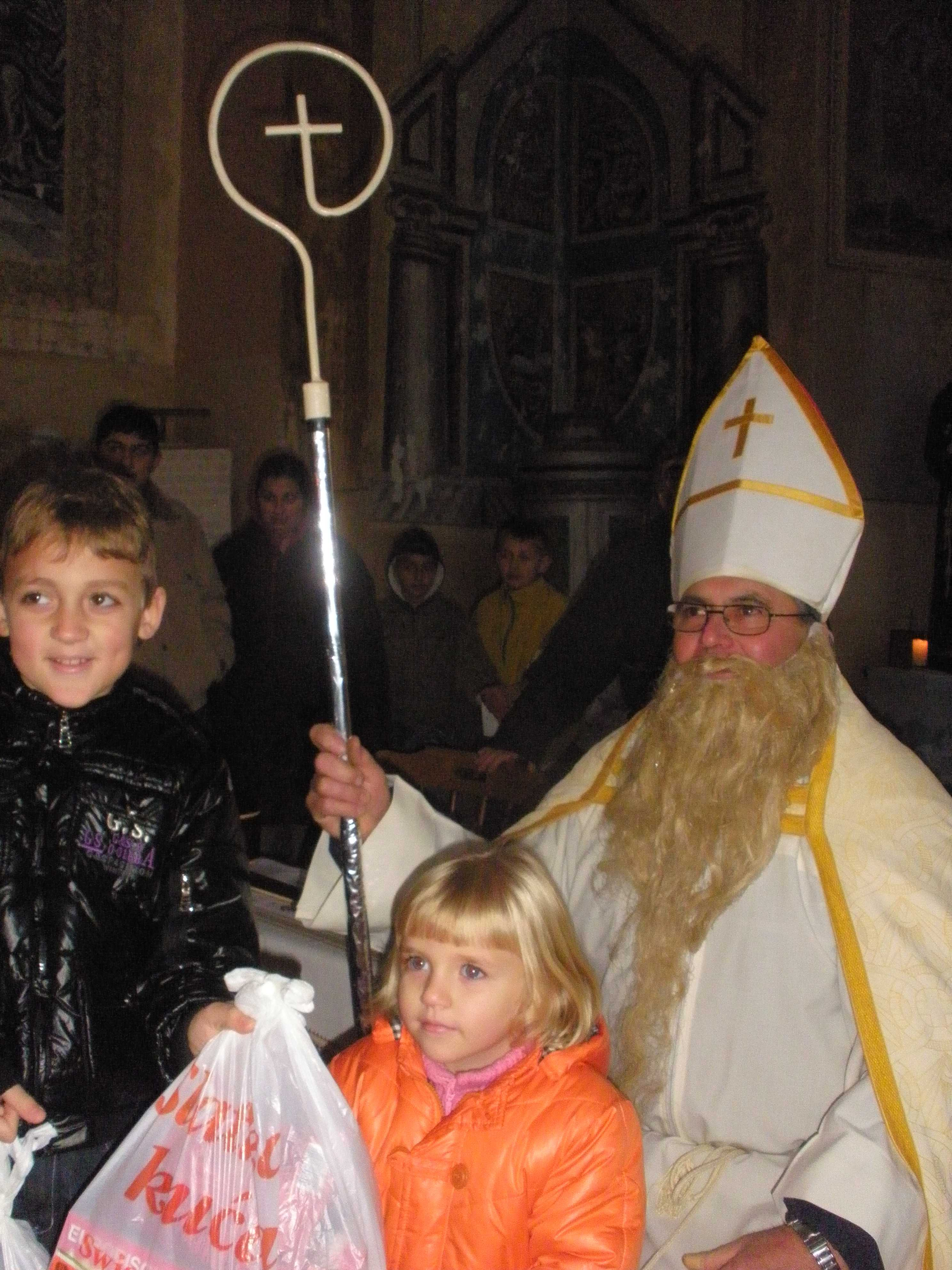
Мікулаш в Ечці (Воєводина) приносить подарунки дітям у 2010 році.

У Словенії Міклавж (Sveti Miklavž) і в Хорватії Ніколаус (Sveti Nikola) приносить подарунки дітям, хвалаючи їх за хорошу поведінку протягом минулого року та заохочуючи їх продовжити таким же чином у наступному році. Якщо вони цього не зроблять, їх відвідає «Паркель» або Крампус, який традиційно залишає вудку, інструмент, який батьки використовуватимуть для дисциплінування.

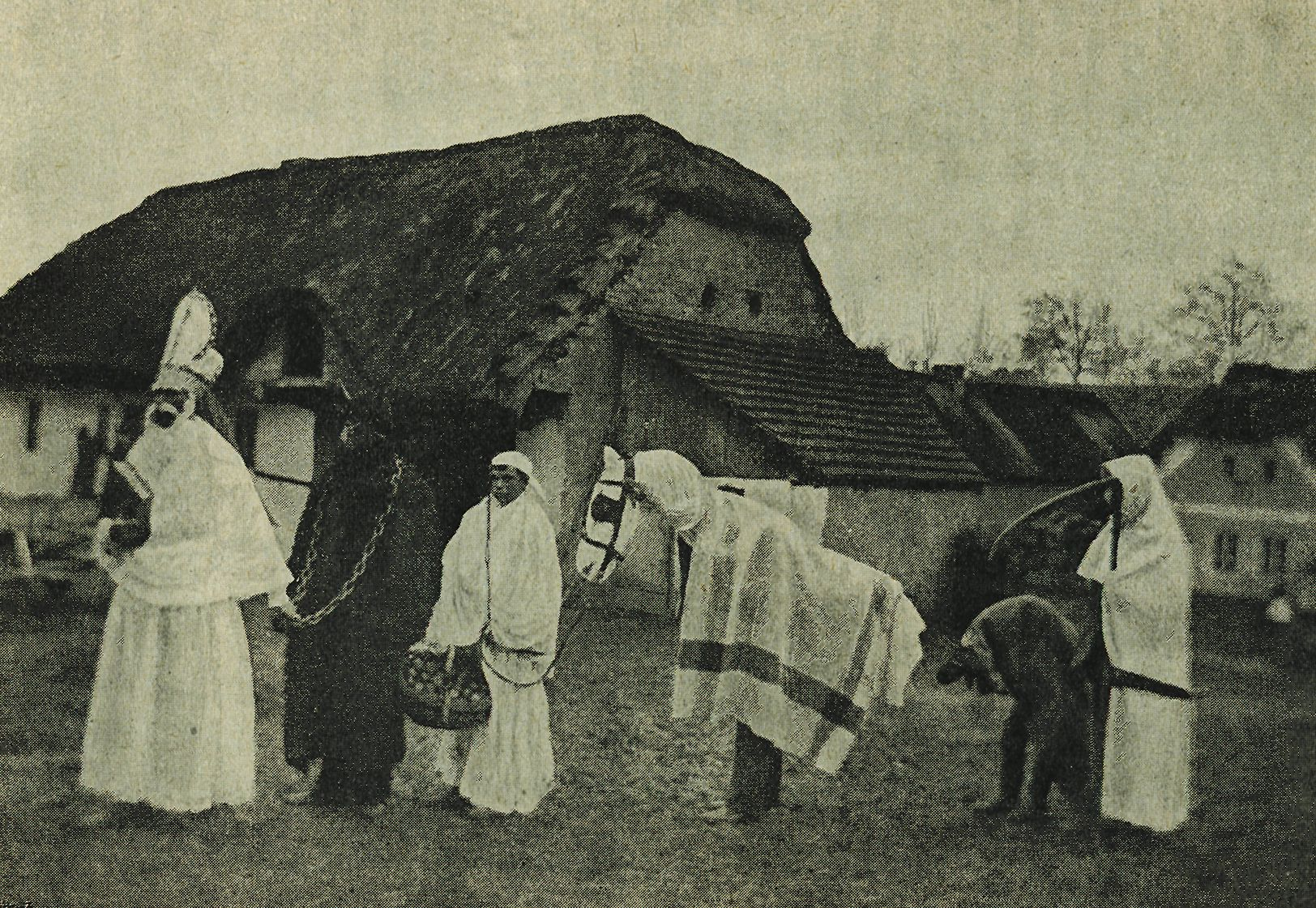
Коза, ангел, кобила і смерть у процесії Мікулаша в Чехії. Початок XX століття.

В Угорщині, Хорватії, Словаччині, Чехії, Румунії та Україні діти зазвичай залишають начищені чоботи на підвіконні ввечері перед Днем Святого Миколая. Наступного ранку Миколай (Szent Miklós традиційно, але частіше відомий як Mikulás в Угорщині або Moş Nicolae (Sfântul Nicolae) в Румунії), а в Україні Святий Миколай залишає цукерки та подарунки (угорською: virgács, румунською: nuieluşǎ). В Угорщині та Хорватії його часто супроводжує Крампуш, страхітливий помічник, який хоче забрати злих.
У Словенії святого Миколая (Miklavž) супроводжують ангел і диявол (parkelj), що відповідає австрійському Крампусу.

##### Україна
У незалежній Україні образ святого Миколая і традиції дарувати подарунки відроджуються після радянської окупації. Також дедалі більше шанується традиція прояву турботи про нужденних: як у вигляді доброчинних заходів у церковних громадах, так і у світських благодійних проєктах.
У школах напередодні свята проводяться уроки, на яких дітей вчать писати листа святому Миколаю.
До свята прив'язували й інші події. Так, традиційно на Миколая 5-6 грудня відкривають головну ялинку України та інші різдвяні ялинки.

#### Західна Центральна Європа

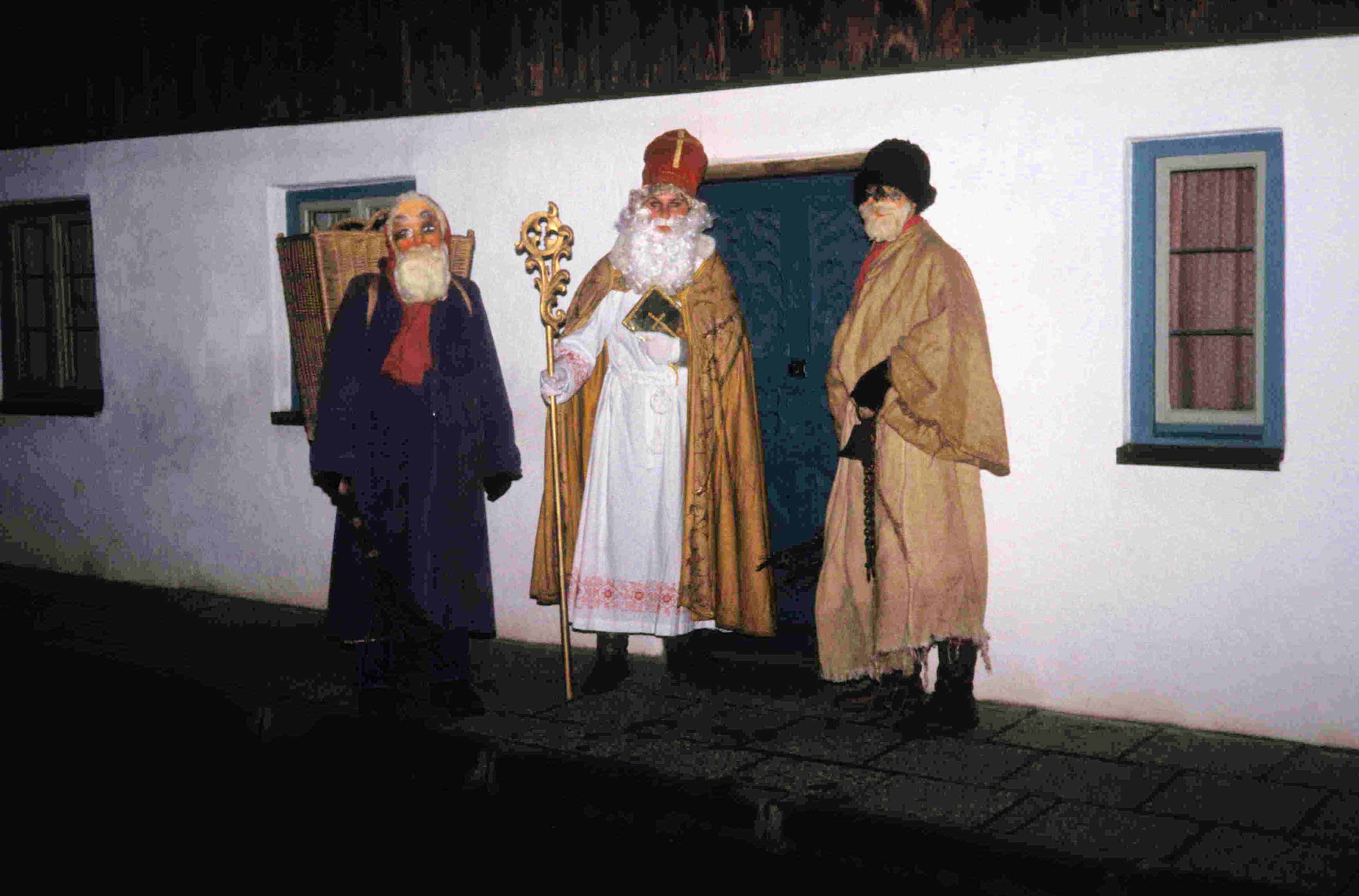
Святий Миколай та його товариші в Гаунценберґерзоллі, Баварія (1986)

У Північній Німеччині свято Святого Миколая зазвичай відзначають у невеликому масштабі. У ніч на 5 грудня багато дітей виставляли чоботи під назвою Ніколаус-Стіефел (Черевики Миколая) біля вхідних дверей. Святий Миколай за ніч наповнює чобіток подарунками та солодощами, а заодно перевіряє дітей, чи були вони минулого року добрими, чемними та корисними. Якщо ні, у них буде різка у чоботях. У фольклорі Північної Німеччини Миколая часто зображують у супроводі Кнехта Рупрехта, який запитує дітей, чи молилися вони, а якщо ні, струсує на них мішок із попелом або б’є їх різкою. Іноді імітатор Ніколауса також відвідує дітей у школі або вдома і запитує їх, чи вони були хорошими (іноді нібито перевіряючи свою золоту книгу на їх послужний список), роздаючи подарунки на основі їхньої поведінки. В останні десятиліття ця традиція стала більш м’якою, і це завдання часто бере на себе Вайгнахтсман (Батько Різдва). У більш католицьких регіонах святий Миколай одягнений дуже схоже на єпископа, їздить верхи, і його вітають у громадських місцях великі натовпи. У нього довга борода, він любить дітей, за винятком випадків, коли вони були неслухняними. Ця традиція відзначається щорічно.
У Польщі Міколая також часто супроводжує ангел (anděl / anjel / anioł / anhel), який виступає як противага зловісному дияволу або Кнехту Рупрехту (czart). У Польщі та Словаччині діти знаходять цукерки та маленькі подарунки під подушкою, у взутті або за вікном увечері 5 грудня або вранці 6 грудня.
В Австрії, Баварії та Південному Тіролі (австро-баварські регіони) святого Миколая супроводжує Крампус, представлений як звіроподібна істота, загалом демонічного вигляду. Вважається, що Крампус карає дітей під час святкового сезону, які погано поводилися, а також ловить особливо неслухняних дітей у свій мішок і відносить їх до свого лігва. Традиція Крампуса була адаптована чехами та словаками за часів Австро-Угорщини. Крім того, у Чехії та Словаччині святого Миколая супроводжує ангел. У Чехії та Словаччині діти отримують цукерки за свої добрі справи від св. Миколая (Мікулаш) і картоплю або вугілля від Чорта (čert) за їхні гріхи. Істота сягає корінням у слов'янський фольклор; однак його вплив поширився далеко за межі німецьких кордонів, в Австрії, південній Баварії, Південному Тіролі, північній Фріулі, Угорщині, Словенії, Чехії, Словацькій Республіці та Хорватії. 5 грудня — ніч Крампуса або Крампусна ніч, під час якої на вулицях з’являється волохатий диявол. Традиційно юнаки вдягаються Крампусами протягом першого тижня грудня, особливо ввечері 5 грудня (напередодні дня Святого Миколая), і бродять вулицями, лякаючи дітей іржавими ланцюгами та дзвіночками. Іноді в супроводі Святого Миколая, а іноді сам Крампус відвідує домівки та заклади. Зазвичай святий з’являється в єпископському облаченні східного обряду і носить посох. Миколай роздає подарунки, а Крампус вугілля та різки. Існує багато назв Крампуса, а також багато регіональних варіацій у зображенні та святкуванні.
У швейцарському фольклорі Святий Миколай відомий як Саміхлаус (як нідерландський Сінтерклаас, спотворене ім'я Святого Миколая). Його супроводжує Шмуцлі, страхітливий помічник у коричневому чернечому одязі. Різдвяний подарунок приносить не Саміхлаус, а Крістчіндлі.

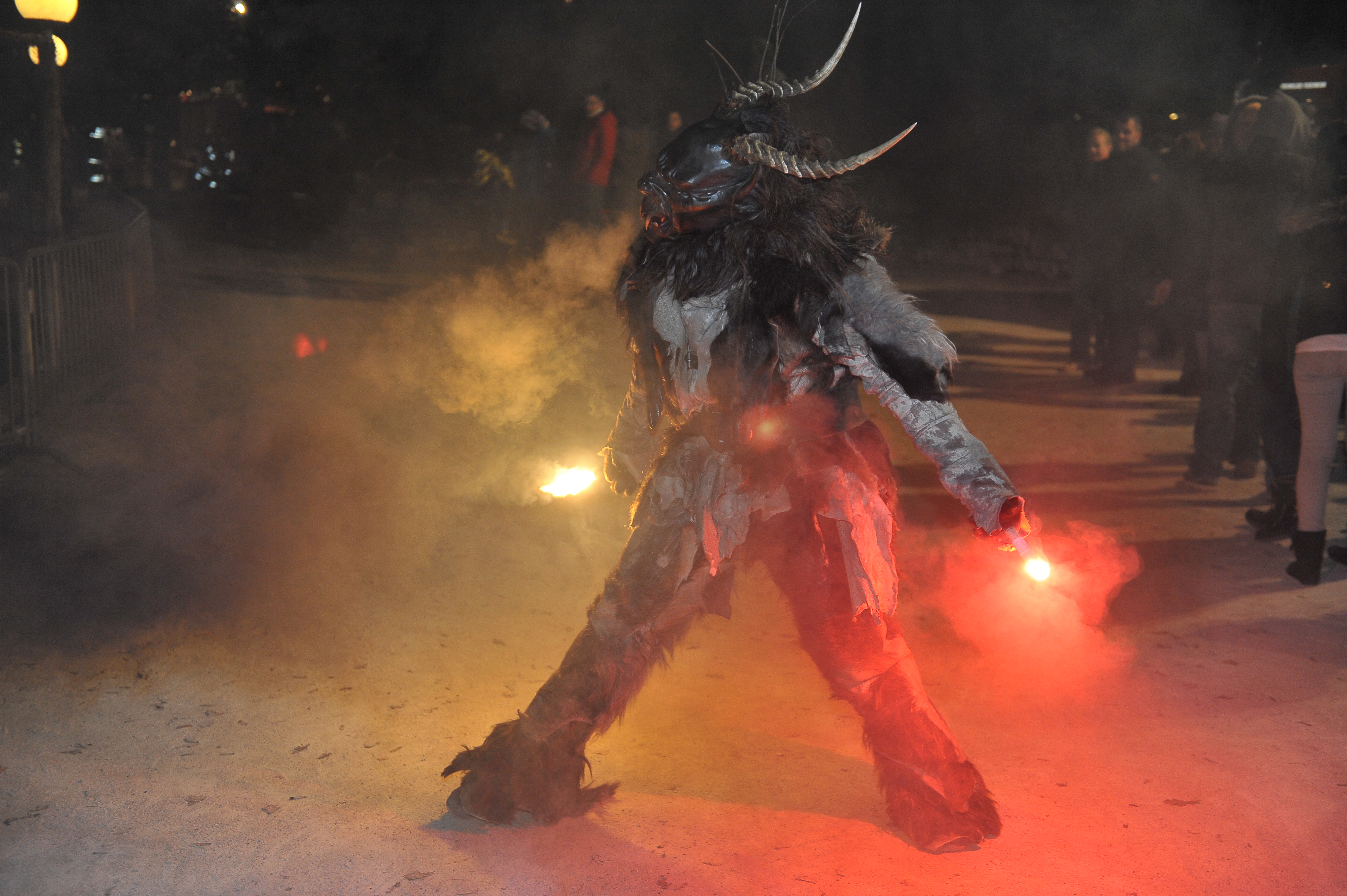
Парад Крампуса в Порчах-ам-Вертерзе (2013)

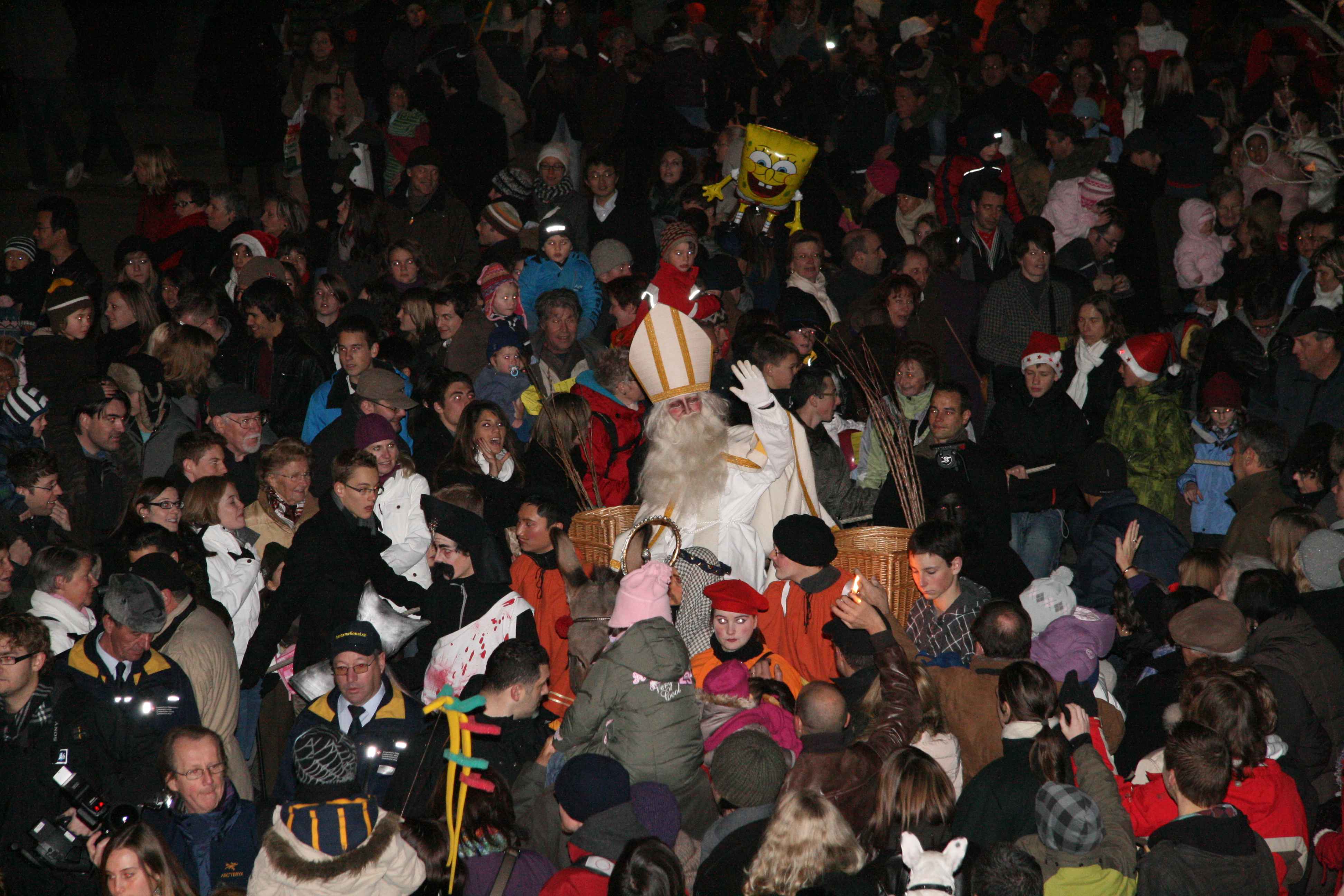
Ніколаус-Умзуґ у Фрібурзі, Швейцарія (2009)

##### Франція
Незважаючи на те, що Святий Миколай є традиційною різдвяною фігурою на всій території Франції, святкування 6 грудня відбуваються лише в Ельзасі, Нор-Па-де-Кале, Арденнами, Франш-Конте, Аргонною та Лотарингією, де він є покровителем. Цей день можуть відзначати і в деяких селах інших регіонів Франції. Маленький ослик несе кошики, наповнені подарунками, печивом і цукерками. Уся родина готується до приходу святого 6 грудня, а дідусь і бабуся розповідають історії про святого. Найпопулярніша (також тема популярної французької дитячої пісні) про трьох дітей, які заблукали. Замерзлих і голодних, злий м'ясник заманив їх у свою крамницю, де він убив їх і посолив у великій діжці. Завдяки допомозі Святого Миколая хлопчики були відроджені та повернулися до своїх родин, завдяки чому він отримав репутацію захисника дітей. З тих пір злий різник слідував за святим Миколаєм на покуті як Пер Фуеттар. У Франції статуї та картини часто зображують цю подію, показуючи святого з дітьми в бочці.
Пекарні та домашні кухні киплять, оскільки випікають імбирні пряники зі спеціями та манналу (бріош у формі святого). У школах діти вивчають пісні та вірші та створюють декоративно-прикладне мистецтво про Святого Миколая, тоді як у дитячих садках чоловік, який зображує Святого Миколая, дарує шоколадні цукерки, а іноді й маленькі подарунки. Іноді його супроводжує актор, який грає Пер Фуеттара, який, як і його німецький колега Крампус, носить різки, щоб погрожувати дітям, які бояться, що він порадить Святому Миколаю пройти повз них під час своїх обходів дарування подарунків.
В Ельзасі та у Франконській Лотарингії Святого Миколая також супроводжує Крістінд (Маленький Ісусик). У фламандському містечку Дюнкерк Чорний Піт є супутником святого.

#### Південна Європа

##### Італія
Святий Миколай (Сан Нікола) є покровителем міста Барі, де, як вважають, він і похований. Його свято називається Феста ді Сан Нікола, яке проводиться 7–9 травня. Зокрема, 8 травня мощі святого везуть на човні по морю перед містом, а за ним пливе багато човнів (Феста а маре). Оскільки Святий Миколай, як кажуть, захищає дітей і дівчат, 6 грудня відбувається ритуал під назвою Ріто делле нубілі: неодружені жінки, які бажають знайти чоловіка, можуть мають бути присутніми на ранковій месі, під час якої вони повинні обернутись навколо колони сім разів. Подібна традиція зараз дотримується в Сассарі, де в день Святого Миколая, покровителя міста, дарують подарунки молодим жінкам, яким потрібна допомога для одруження.
У провінціях Трієст, Удіне, Беллуно, Барі (Терліцці та Мольфетта), Південний Тіроль, Трентіно та у східній частині провінції Тревізо святкують Святого Миколая, коли вранці дітям дарують подарунки 6 грудня та з ярмарком під назвою Фіера ді Сан Нікколо протягом перших тижнів грудня. Залежно від культурного походження, у деяких сім’ях це свято є важливішим за Різдво.
Як і в Австрії, у Південному Тіролі Святий Миколай приходить із крампусами. Натомість у Валь-Канале (Удіне) Святий Миколай приїжджає погнатися за крампусами: після параду крампусів, які біжать за людьми, Святий Миколай приїжджає на колісниці та роздає подарунки дітям (Відео «San Nicolò caccia i Krampus a Tarvisio» 6.12.2010).

##### Мальта
У Сухуані святий Миколай (мальт. San Nikola, рідше San Niklaw) є покровителем міста Сіґґієві, де його свято відзначається в останню неділю червня. Парафіяльна церква, присвячена святому, була побудована між 1676 і 1693 роками. Її спроєктував мальтійський архітектор Лоренцо Гафа, а портик і нефи додав Нікола Замміт у другій половині XIX століття. Руїни колишнього парафіяльного костелу все ще видно і нещодавно піддалися реставрації.

##### Португалія
В одному місті (Гімарайш) в Португалії святого Миколая (São Nicolau) відзначали з часів середньовіччя як покровителя старшокласників у так званих Ніколінах, групі свят, які відбуваються з 29 листопада до 7 грудня кожного року. У наш час це свято в Португалії  не святкують.

### Середній Схід

#### Ліван
Святого Миколая відзначають усі християнські громади Лівану: католики, православні та вірменські християни. Багато місць, церков, монастирів і шкіл названо на честь Святого Миколая, наприклад, Ескальє Сен-Ніколас де Арт, Сад святого Миколая і Грецький православний собор Святого Миколая.

### Північна Америка

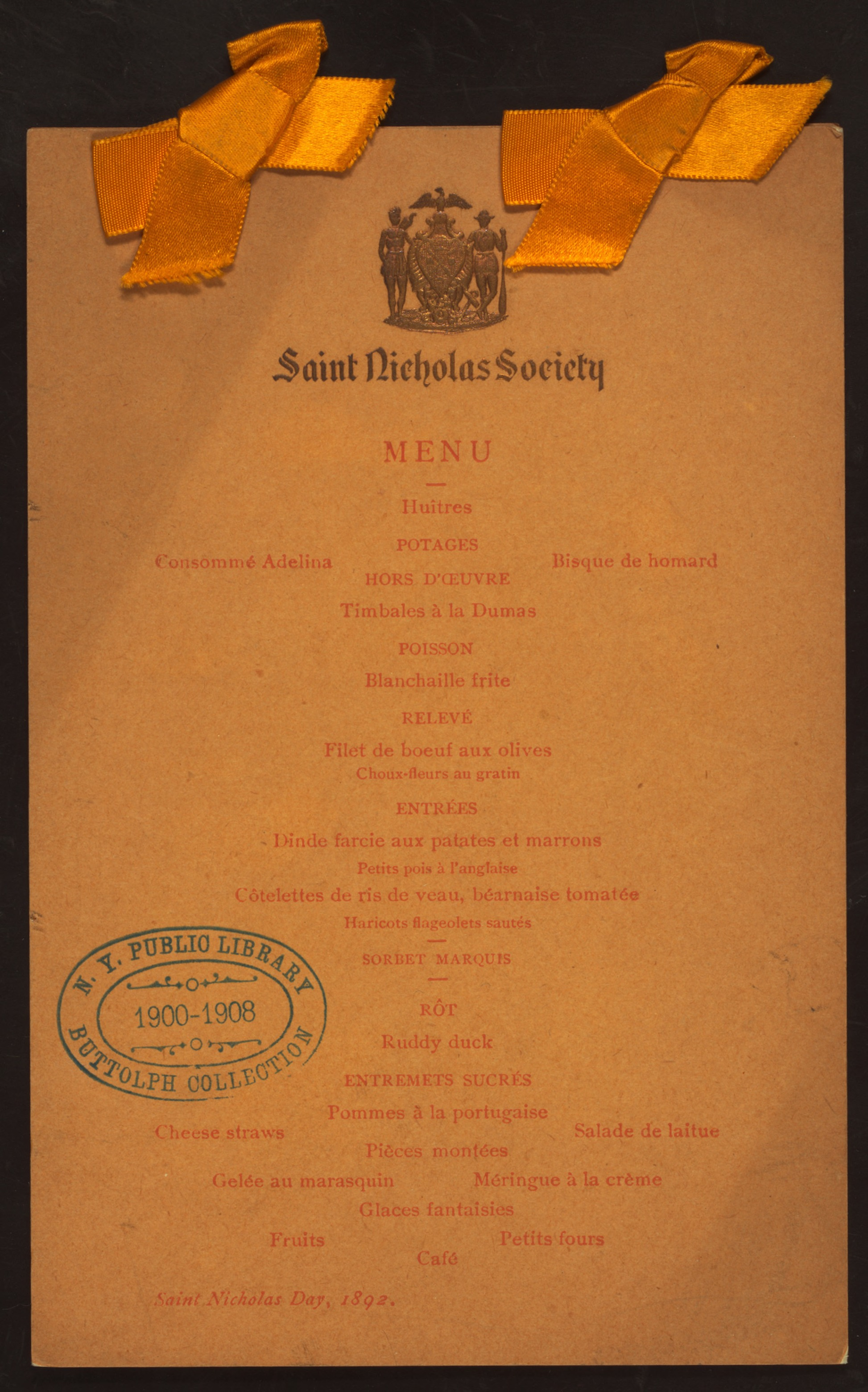
Захід до Дня Святого Миколая, проведений у 1892 році Товариством Святого Миколая

Хоча свята Святого Миколая не відзначаються в Америці, міста з сильним німецьким впливом, такі як Мілуокі, Вісконсін; Евансвілл, Індіана, Тевтополіс, Іллінойс; Цинциннаті, Огайо; Фредеріксбург, Техас; Ньюпорт-Ньюс, Вірджинія; Сент-Луїс, Міссурі; і Піттсбург, Пенсільванія, відзначають День Святого Миколая в масштабах, схожих на німецький звичай. Хоча це не так широко поширено, як в інших країнах, деякі люди[джерело?] у Сполучених Штатах святкують окремий День Святого Миколая, виставляючи своє взуття за дверима своєї спальні або вішаючи порожню панчоху біля каміна ввечері 5 грудня, де Святий Миколай приходить вночі. Вранці 6 грудня ці люди знайдуть свої черевики чи панчохи, наповнені подарунками та солодкими ласощами. Широке прийняття традиції поширилося серед німецьких, польських, бельгійських та нідерландських громад по всій території Сполучених Штатів. Американці, які святкують День Святого Миколая, як правило, також святкують Різдво як окреме свято. Деякі різдвяні традиції та ритуали, як-от залишення черевика чи панчохи, які потрібно наповнити, схожі на традиції Дня Святого Миколая.

## Зауваження
1. ↑  6 грудня Миколай Чудотворець шанується усіма християнськими церквами. Але церкви, що дотримуються Юліанського календаря, зокрема Єрусалимська, Російська, Сербська, Грузинська, Польська і Македонська православні церкви святкують його 6 грудня за Юліанським календарем, що в XXI столітті припадає на 19 грудня за Григоріанським календарем.

## Додаткова література
- Кирієнко Т., Жиденко Н. Добро і милосердя Святого Миколая, 2 клас. Ой радуйся, земле!(3 клас) //Початкова школа. — 2014. — №. 12. — С. 57-60.
- Коломийчук О. Синкретизм збірного образу великого християнського святого: до проблеми народного культу святого Миколая на Бойківщині //Народна творчість та етнологія. — 2016. — №. 4. — С. 72-79.
- Смоляк П. О. Поєднання народних та християнських традицій у святі Миколая на Тернопільщині //Інтелігенція і влада. Серія: Історія. — 2016. — №. 34. — С. 22-31.